# Aleksiej Mazurienko
Aleksiej Jefimowicz Mazurienko (ros. Алексей Ефимович Мазуренко, ur. 7 czerwca?/20 czerwca 1917 we wsi Leninka w obwodzie kirowohradzkim, zm. 11 marca 2004 w Petersburgu) – radziecki wojskowy, generał major lotnictwa, dwukrotny Bohater Związku Radzieckiego (1942 i 1944).

## Życiorys
Urodził się w ukraińskiej rodzinie chłopskiej. Pracował jako ślusarz w kopalni, uczył się w aeroklubie, od 1938 służył w Armii Czerwonej, w 1940 skończył wojskowo-morską szkołę lotniczą im. Stalina w Jejsku. Od czerwca 1941 uczestniczył w wojnie z Niemcami, jako pilot, starszy lotnik i dowódca klucza walczył w składzie 57 lotniczego pułku szturmowego Sił Wojskowo-Powietrznych Floty Bałtyckiej, brał udział w walkach obronnych w krajach bałtyckich i obronie Leningradu. W 1942 ukończył kursy doskonalenia kadry dowódczej i w styczniu 1943 został starszym inspektorem lotnictwa szturmowego Głównego Zarządu Sił Powietrznych Marynarki Wojennej, od lutego do czerwca 1943 szkolił lotników Sił Powietrznych Floty Północnej w Archangielsku, później ponownie walczył na froncie, bombardując okręty, barki, czołgi, samochody i sprzęt wroga, uczestniczył m.in. w operacji leningradzko-nowogrodzkiej, narwskiej, nadbałtyckiej, wschodniopruskiej, pomorskiej i berlińskiej. Wykonał 237 lotów bojowych, zatapiając osobiście 10 i w grupie 32 okrętów wroga; wojnę zakończył ze stopniem podpułkownika. Po wojnie ukończył wyższe kursy oficerskie i w latach 1947-1948 dowodził 15 Mieszaną Dywizją Lotniczą w Sowieckiej Gawani, a 1953-1959 dywizją myśliwców. Później pracował w centrali Sił Powietrznych Marynarki Wojennej (w 1962 otrzymał stopień generała majora lotnictwa), w latach 1969-1972 był zastępcą naczelnika Akademii Wojskowo-Morskiej, następnie zakończył służbę wojskową. W 1999 otrzymał honorowe obywatelstwo Petersburga. Jego imieniem nazwano ulicę w Sewastopolu.

## Odznaczenia
- Złota Gwiazda Bohatera Związku Radzieckiego (dwukrotnie - 23 października 1942 i 5 listopada 1944)
- Order Lenina (23 października 1942)
- Order Czerwonego Sztandaru (trzykrotnie - 24 listopada 1941, 9 czerwca 1942 i 22 czerwca 1944)
- Order Uszakowa II klasy (17 maja 1945)
- Order Wojny Ojczyźnianej I klasy (dwukrotnie - 10 września 1943 i 11 marca 1985)
- Order Czerwonej Gwiazdy (1943)

I medale.